# (6082) Timiryazev
(6082) Timiryazev ist ein Asteroid des Hauptgürtels, der am 21. Oktober 1982 von der ukrainisch-sowjetischen Astronomin Ljudmyla Schurawlowa am Krim-Observatorium (IAU-Code 095) in Nautschnyj, etwa 30 km von Simferopol entfernt, entdeckt wurde.
Benannt wurde er zu Ehren des russischen Biologen und Pflanzenphysiologen Kliment Arkadjewitsch Timirjasew (1843–1920), der ein führender Vertreter der Darwinschen Evolutionstheorie in Russland war und vor allem zur Photosynthese forschte.